# Llista de catenae de Mart
En aquest article només es mostra els noms oficials aprovats per la Unió Astronòmica Internacional (UAI).
Aquesta és una llista de catenae amb nom de Mart

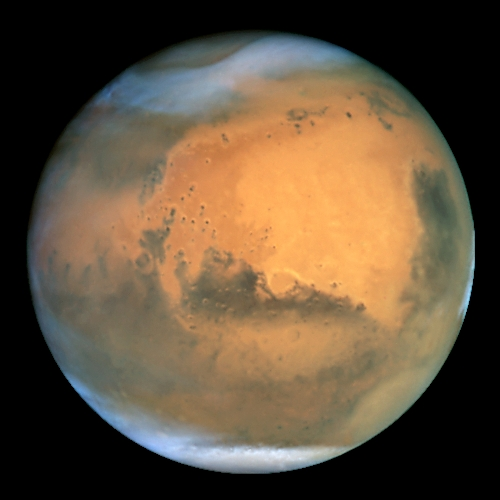
Imatge de Mart
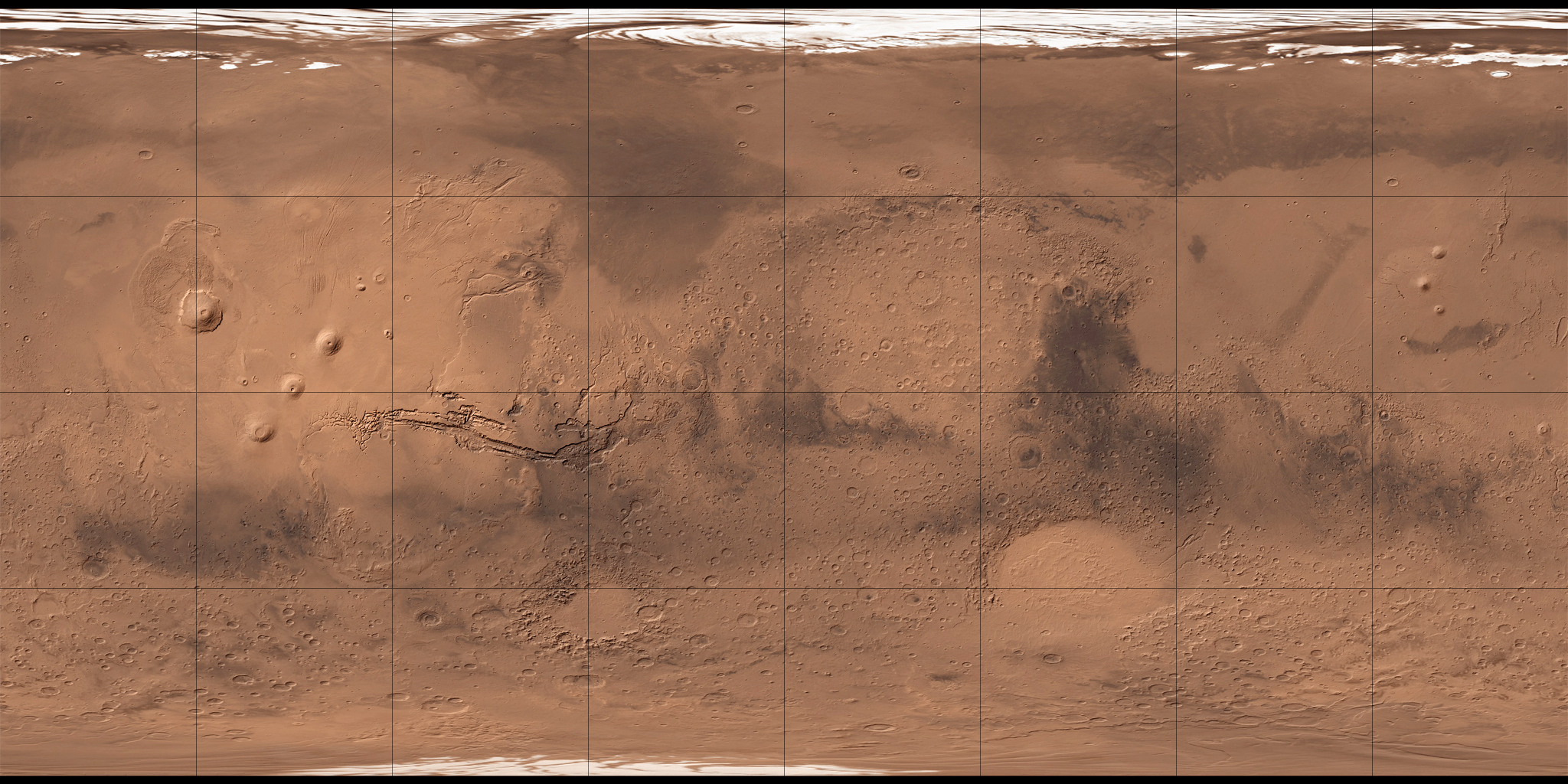
Mapa topogràfic de Mart
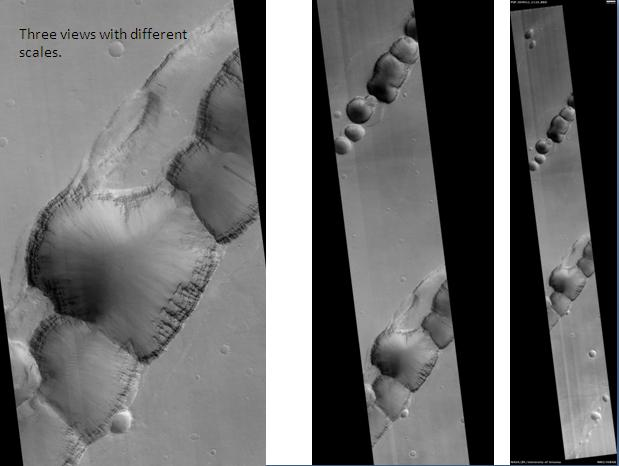
Imatge de Tractus Catena en diferents escales

## Llista
Les catenae de Mart porten els noms de característiques d'albedo propers.
La latitud i la longitud es donen com a coordenades planetogràfiques amb longitud oest (+ Oest; 0-360).
| Catena            | Coordenades                              | Diàmetre (km) | Epònim                             | Ref.  |
| ----------------- | ---------------------------------------- | ------------- | ---------------------------------- | ----- |
| Acheron Catena    | 37° 28′ N, 100° 48′ O / 37.47°N,100.8°O  | 421,77        | Nom d'una característica d'albedo. | WGPSN |
| Alba Catena       | 35° 02′ N, 114° 35′ O / 35.04°N,114.58°O | 144,86        | Nom d'una característica d'albedo. | WGPSN |
| Artynia Catena    | 47° 41′ N, 119° 27′ O / 47.69°N,119.45°O | 279,28        | Nom d'una característica d'albedo. | WGPSN |
| Baphyras Catena   | 38° 50′ N, 84° 10′ O / 38.83°N,84.16°O   | 95,52         | Nom d'una característica d'albedo. | WGPSN |
| Ceraunius Catena  | 37° 06′ N, 108° 05′ O / 37.1°N,108.09°O  | 50,49         | Nom d'una característica d'albedo. | WGPSN |
| Coprates Catena   | 15° 00′ S, 62° 05′ O / 15°S,62.09°O      | 302,06        | Nom d'una característica d'albedo. | WGPSN |
| Cyane Catena      | 36° 15′ N, 118° 18′ O / 36.25°N,118.3°O  | 204,06        | Nom d'una característica d'albedo. | WGPSN |
| Elysium Catena    | 17° 41′ N, 210° 16′ O / 17.69°N,210.27°O | 48,50         | Nom d'una característica d'albedo. | WGPSN |
| Ganges Catena     | 2° 42′ S, 68° 47′ O / 2.7°S,68.78°O      | 81,27         | Nom d'una característica d'albedo. | WGPSN |
| Hyblaeus Catena   | 21° 36′ N, 219° 23′ O / 21.6°N,219.38°O  | 10,49         | Nom d'una característica d'albedo. | WGPSN |
| Labeatis Catenae  | 19° 29′ N, 93° 10′ O / 19.49°N,93.17°O   | 220,6         | Nom d'una característica d'albedo. | WGPSN |
| Ophir Catenae     | 9° 28′ S, 59° 24′ O / 9.46°S,59.4°O      | 509,00        | Nom d'una característica d'albedo. | WGPSN |
| Phlegethon Catena | 38° 50′ N, 103° 17′ O / 38.83°N,103.28°O | 399,69        | Nom d'una característica d'albedo. | WGPSN |
| Stygis Catena     | 23° 15′ N, 209° 26′ O / 23.25°N,209.43°O | 65,38         | Nom d'una característica d'albedo. | WGPSN |
| Tithoniae Catenae | 5° 30′ S, 81° 49′ O / 5.5°S,81.82°O      | 562,00        | Nom d'una característica d'albedo. | WGPSN |
| Tractus Catena    | 27° 00′ N, 102° 47′ O / 27°N,102.79°O    | 910,57        | Nom d'una característica d'albedo. | WGPSN |